# Camellia rubriflora
Camellia rubriflora är en tvåhjärtbladig växtart som beskrevs av Tran Ninh och N. Hakoda. Camellia rubriflora ingår i släktet Camellia och familjen Theaceae. Inga underarter finns listade i Catalogue of Life.